# Gongri Karpo
Gongri Karpo is een plaats in het arrondissement Gongkar in de prefectuur Lhokha. Het ligt ten zuidwesten van Lhasa in de Tibetaanse Autonome Regio in de Volksrepubliek China.

## Geschiedenis
Gongri Karpo was de zetel van een zijtak van de Phagmodru-dynastie, waarvan de hoofdtak regeerde vanuit het westelijker gelegen Nedong. De Phagmodrupa was de heersende dynastie in Tibet van 1354 tot 1435 en wist een zekere politieke status te behouden tot aan het begin van de 17e eeuw.
De eerste onderkoning van de Phagmodrupa die heerste in Gongri Karpo was Drowey Gönpo. Zijn zoon Ngawang Dragpa Gyaltsen probeerde enkele malen tevergeefs zijn grootvader Ngawang Tashi Dragpa van de troon in Nedong te stoten. Uiteindelijk lukte hem dit middels opvolging na diens dood.